# Aulacodes thermichrysia
Aulacodes thermichrysia là một loài bướm đêm trong họ Crambidae.